# Río Atutía
El río Atutía es un curso de agua permanente que se ubica en el norte del Departamento Calingasta, en la provincia de San Juan, Argentina. Nace de la junta del río Negro y el río Cerrado, teniendo como tributarios al río Blanco, río Melchor y diversos arroyos. Confluye con el río San Francisco para dar nacimiento al río Castaño. 
Entre las especies autóctonas con las que cuenta, se identifican el bagre de torrente y el páncora. A comienzos del siglo XX se incorporaron los salmónidos en la provincia, siendo este río uno de los primeros en los que se realizaron las siembras. Actualmente cuenta con una amplia población de truchas marrones. 
No cuenta con caminos de acceso, solo se puede llegar a pie hasta su tramo inferior (junta con el río San Francisco). Para acceder a sus tramos superiores, es necesario realizar excursiones de varios días. Escurre por una quebrada estrecha en la cordillera de los Andes. Nace a los 2.492 m s. n. m. y finaliza su curso a los 1.836 m s. n. m., al dar nacimiento al río Castaño.
- Datos: Q61998838